# Aeroportul Mackay
Aeroportul Mackay (IATA: MKY, ICAO: YBMK) este un aeroport din Queensland, Australia ce deservește zona Mackay. Aeroportul a fost tranzitat în 2022 de 824.704 pasageri.
Situat la o altitudine de 5 m, aeroportul dispune de o singură pistă.